# Galit Hasan-Rokem
Galit Hasan-Rokem (hebreo: גלית חזן-רוקם, nacida el 29 de agosto de 1945) es catedrática Max y Margarethe Grunwald de folklore en el Instituto Mandel de Estudios Judíos en la Universidad Hebrea de Jerusalén. Autora y editora de numerosos trabajos incluyendo la coedición de Companion to Folklore (2012) de Wiley-Blackwell. Sus intereses en el campo de la investigación incluyen proverbios, folklore y cultura de Oriente Medio, los géneros del folklore y narrativas. Es también poeta, con algunas publicaciones, traductora de poesía, y activista pro palestina. The Jerusalem Post  la ha calificado como "figura prominente en los círculos intelectuales de Jerusalén".

## Primeros años y formación
Galit Hasan-Rokem nació en 1945 en Helsinki de padres judíos que eran también originarios de Finlandia. Asistió a la escuela judía de Helsinki desde 1952 a 1957. En 1957, con 12 años, emigró con su familia a Israel.
Tras terminar la educación secundaria, completó el servicio militar obligatorio y se matriculó en la Universidad Hebrea de Jerusalén a finales de los 60. Tras su graduación participó en un programa de intercambio con el Departamento de Folklore Finlandés Comparado de la Universidad de Helsinki, donde estudió con los profesores Matti Kuusi y Lauri Honko, consolidando su deseo de ser folklorista. Se doctoró en la Universidad Hebrea de Jerusalén en 1978, bajo la dirección del profesor Dov Noy. Se convirtió en catedrática de folklore en esa misma universidad en 1984.

## Trabajo
El campo de investigación de Hasan-Rokem incluye paremias, folklore y cultura del Oriente Medio, así como géneros de folklore y narrativas, incluyendo el folklore en literatura rabínica. Ha realizado diversos trabajos de importancia en los que estudia las paremias en Israel y las paremias de los judíos georgianos en Israel.
Hasan-Rokem muestra un «feminismo consciente» en sus trabajos. Su aproximación interdisciplinaria al folklore, incluyendo los aspectos feministas en su investigación, hacen que sus trabajos sean citados con frecuencia por otros autores. Los libros y trabajos de Hasan-Rokem han sido publicados en más de ocho lenguas.

## Otras actividades
Hasan-Rokem fundó el Proyecto de Indexación de las Paremias en el Centro de Investigación de Folklore de la Universidad Hebrea de Jerusalén. Ayudó a su mentor, el profesor Noy, en el desarrollo del Programa de Folklore de la Universidad Hebrea en todos los grados, incluidos licenciatura y doctorado. Fue cofundadora de la Conferencia Interuniversitaria Israelí de Folklore en 1981. Se le debe igualmente el reconocimiento de los estudios israelíes de folklore a nivel internacional. Ha sido lectora como profesora visitante en la Universidad Ben-Gurion del Néguev, la Universidad de California en Berkeley, la Universidad de Pensilvania, y la Universidad de Chicago, y está comprometida en la enseñanza e investigación colaborativa con investigadores de los Estados Unidos, Alemania, Escandinavia, y la Autoridad Nacional Palestina.
Desde 1984 es editora asociada de Proverbium, el anuario de investigación internacional de paremiología. Es una colaboradora habitual de la Enciclopedia de cuentos de hadas, publicada por la Göttingen Academia de Ciencias y Humanidades.
De 2001 a 2004 dirigió el Instituto Mandel de Estudios Judíos en la Universidad Hebrea de Jerusalén.

## Poeta
Hasan-Rokem es poeta y traductora de poesía. Ha publicado tres volúmenes de poesía en hebreo, algunos de los cuales han sido traducidos a otros idiomas. Tradujo al hebreo una selección de poemas en sueco del poeta finlandés Edith Södergran (1892–1923) para su segundo libro de poesía, Voice Training: Poems (1998). En 2013 tradujo al hebreo los poemas completos del poeta sueco Tomas Tranströmer.

## Activista propalestina
Hasan-Rokem es editora fundadora del Palestine–Israel Journal y desde hace mucho tiempo activista propalestina. Firme defensora de las solución de los dos estados y de la división de Jerusalén en ambas capitales: Israel y Estado Palestino. Cuando en 2014 fue investigadora visitante en la Rutgers University, se declaró en contra de la señalética en las calles de Israel por discriminar a los residentes arabohablantes, ya que el texto en hebreo es más notorio y además la traducción árabe es con frecuencia una versión fonética del hebreo.

## Asociaciones
Hasan-Rokem fue presidenta desde 1998 a 2005 de la International Society for Folk Narrative Research. Dese 1993 es miembro del comité ejecutivo internacional y del comité asesor, desde el 2007, de la King Gustav Adolf Academy for Folk Culture en Suecia. Ha sido galardonada con dos menciones por el Herbert D. Katz Center for Advanced Judaic Studies en la University of Pennsylvania, en 2003–2004 y 2015–2016.

## Personal
Hasan-Rokem está casada con Freddie Rokem, catedrático de arte de los siglos XIX y XX Emanuel Herzikowitz en la Universidad de Tel Aviv y autor de numerosos estudios sobre teatro. Tienen tres hijos. Su hijo, Amitai, murió en un accidente de senderismo en 1990.
Habla finés, hebreo, sueco, inglés y judeoespañol.